# Nippononeta xiphoidea
Nippononeta xiphoidea är en spindelart som beskrevs av Ono och Saito 200. Nippononeta xiphoidea ingår i släktet Nippononeta och familjen täckvävarspindlar. Inga underarter finns listade i Catalogue of Life.